# Luciano Petech
Luciano Petech (* 8. Juni 1914 in Triest; † 29. September 2010 am Comer See) war ein italienischer Historiker und Tibetologe. Er war Schüler Giuseppe Tuccis (1894–1984). Er lehrte von 1955 bis 1984 als Professor für die Geschichte Ostasiens an der Sapienza – Università di Roma, Rom.

## Werke
- Northern India according to the Shui-Ching-Chu (= Serie Orientale Roma. Vol. 2, ZDB-ID 357188-9). Istituto Italiano per il medio ed estremo oriente, Rom 1950.
- China and Tibet in the early 18th century. History of the establishment of Chinese protectorate in Tibet (= T'oung pao: archives concernant l'histoire, les langues, la géographie, l'ethnographie et les arts de l'Asie orientale. Monographie 1, ISSN 0169-832X). Brill, Leiden 1972.
- Aristocracy and government in Tibet, 1728–1959 (= Serie Orientale Roma. Vol. 45). Istituto italiano per il medio ed estremo Oriente, Rom 1973.
- Selected papers on Asian history (= Serie orientale Roma. Vol. 60). Istituto Italiano per il medio ed estremo oriente, Rom 1988.